# Беломоин, Александр Владимирович
Алекса́ндр Влади́мирович Беломо́ин (род. 8 января 1991, Тюмень, Тюменская область, РСФСР, СССР) — российский и грузинский хоккеист.

## Биография
Воспитанник хоккейной школы тюменского «Газовика». Дебютировал в 15 лет в 2006 году во Второй лиге в составе [ялуторовского клуба «Газовик-Старт» (2 игры), однако в основном продолжал играть в юношеских соревнованиях. В сезоне 2008/2009 в Первой лиге сыграл в 1 матче в составе ханты-мансийского клуба «Югра-Университет», в сезоне 2010/2011 — в 6 матчах в Молодёжной хоккейной лиге в «Олимпии» Кирово-Чепецк.
В 2013 году уехал в Объединённые Арабские Эмираты, где в клубах Хоккейной лиги ОАЭ в первом же сезоне стал серебряным призёром в составе «Дубай Майти Кэмелс». Перейдя в сезоне 2014/2015 в состав «русского» клуба «Уайт Бэрс Дубай» (в котором его брат являлся президентом), повторил «серебряный» успех в сезоне 2015/2016.
7 ноября 2016 года перешёл в состав клуба второго по уровню Норвежского первого дивизиона «Рингерике Пантерс». В сезоне 2018/2019 клуб выступал в высшей Норвежской хоккейной лиге, однако по результатам вернулся в первый дивизион. С 2019 года играл в клубе Английской национальной хоккейной лиги «Биллингем Старс».
После принятия грузинского гражданства выступал за сборную Грузии во втором дивизионе чемпионата мира 2022 и квалификации к Олимпийским играм 2026. Игрок команды «Фраери Крусейдез» из Тбилиси, в составе которой дважды становился призёром чемпионата Грузии, в котором участвуют четыре клуба.

## Достижения
- Серебряный призёр чемпионата ОАЭ 2013/2014
- Серебряный призёр чемпионата ОАЭ 2015/2016
- Бронзовый призёр чемпионата Грузии 2021/2022
- Серебряный призёр чемпионата Грузии 2022/2023